# Crass
 Der er for få eller ingen kildehenvisninger i denne artikel, hvilket er et problem. Du kan hjælpe ved at angive troværdige kilder til de påstande, som fremføres i artiklen.

Crass var et af de første politiske punkbands. Bandet blev dannet i 1977 i England.
Det var Crass der gjorde punkoprøret politisk, og Crass mente at de selv var (venstre-)anarkister.
De sang meget oprørske sange, og var også skeptiske over for bands som Sex Pistols. De mente at Sex Pistols brød med Punk oprøret, da de begyndte at arbejde for kapitalistiske pladeselskaber, som kun var ude efter penge.
Crass mente at man skulle spille punk for punk, og ikke for penge.
- Wikimedia Commons har flere filer relateret til Crass

| Musikgruppe | Spire Denne artikel om en britisk musikgruppe er en spire som bør udbygges. Du er velkommen til at hjælpe Wikipedia ved at udvide den. |